# تولون (فرانسه)

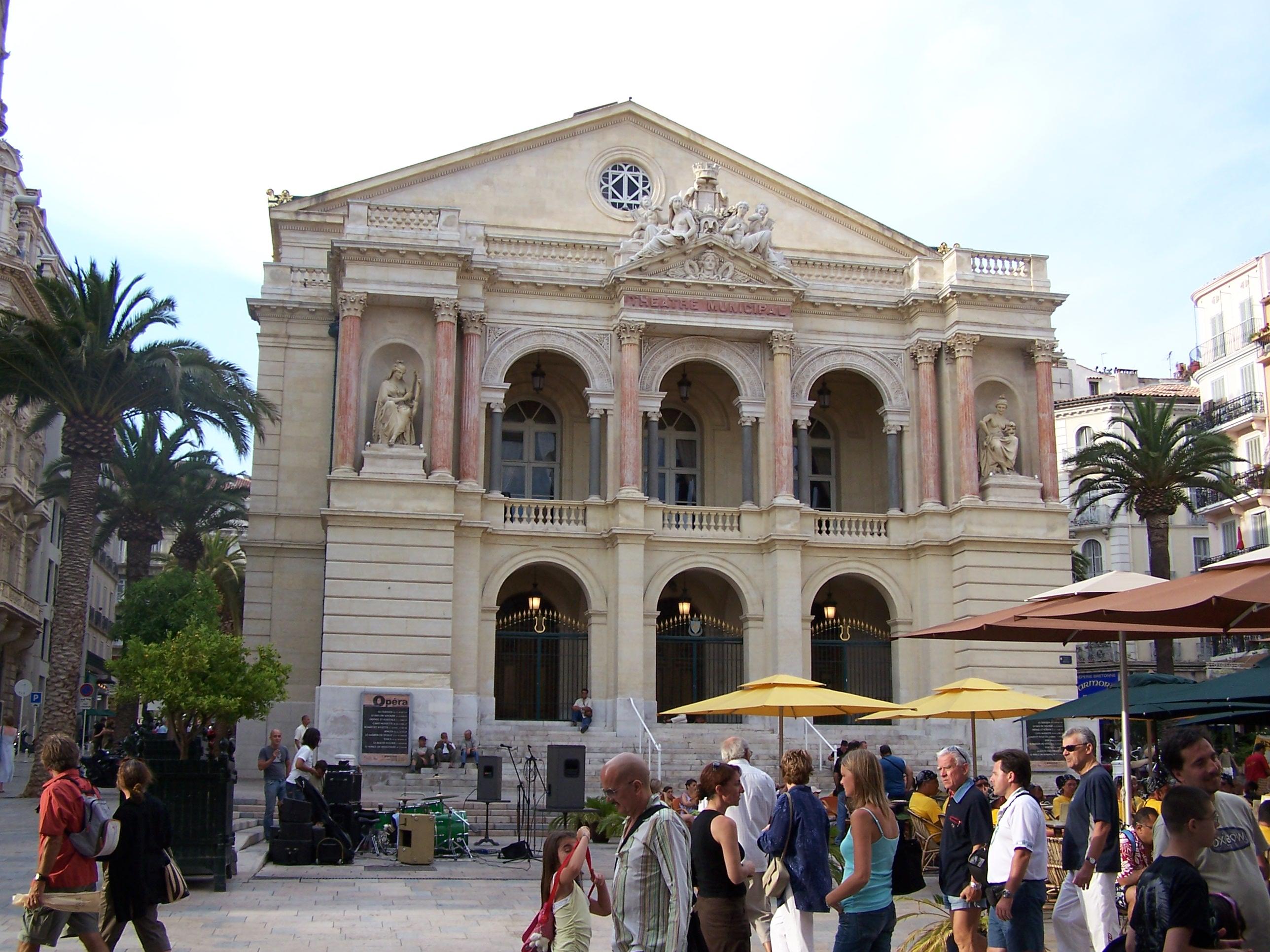
اپرای شهر تولون (۱۸۶۲).

تولون (به فرانسوی: Toulon) شهری در جنوب کشور فرانسه، واقع در ناحیه پروانس آلپ-کوت دازور (Provence-Alpes-Côte d'Azur) است. این شهر همچنین بندرگاه نظامی بزرگی در ساحل دریای مدیترانه می‌باشد. طبق سرشماری سال ۲۰۰۵ میلادی جمعیت این شهر ۱۶۷، ۴۰۰ تن برآورد شده‌است.

## شهرهای خواهرخوانده
- هرتزلیا، اسرائیل
- لاسپیتزیا، ایتالیا، از سال ۱۹۵۸
- مانهایم، آلمان، از سال ۱۹۵۸
- نورفوک، ایالات متحده آمریکا، از سال ۱۹۸۸
- کرونشتات، روسیه، از سال ۱۹۹۶
- خمیسات، مراکش، از سال ۲۰۰۵

## نگارخانه

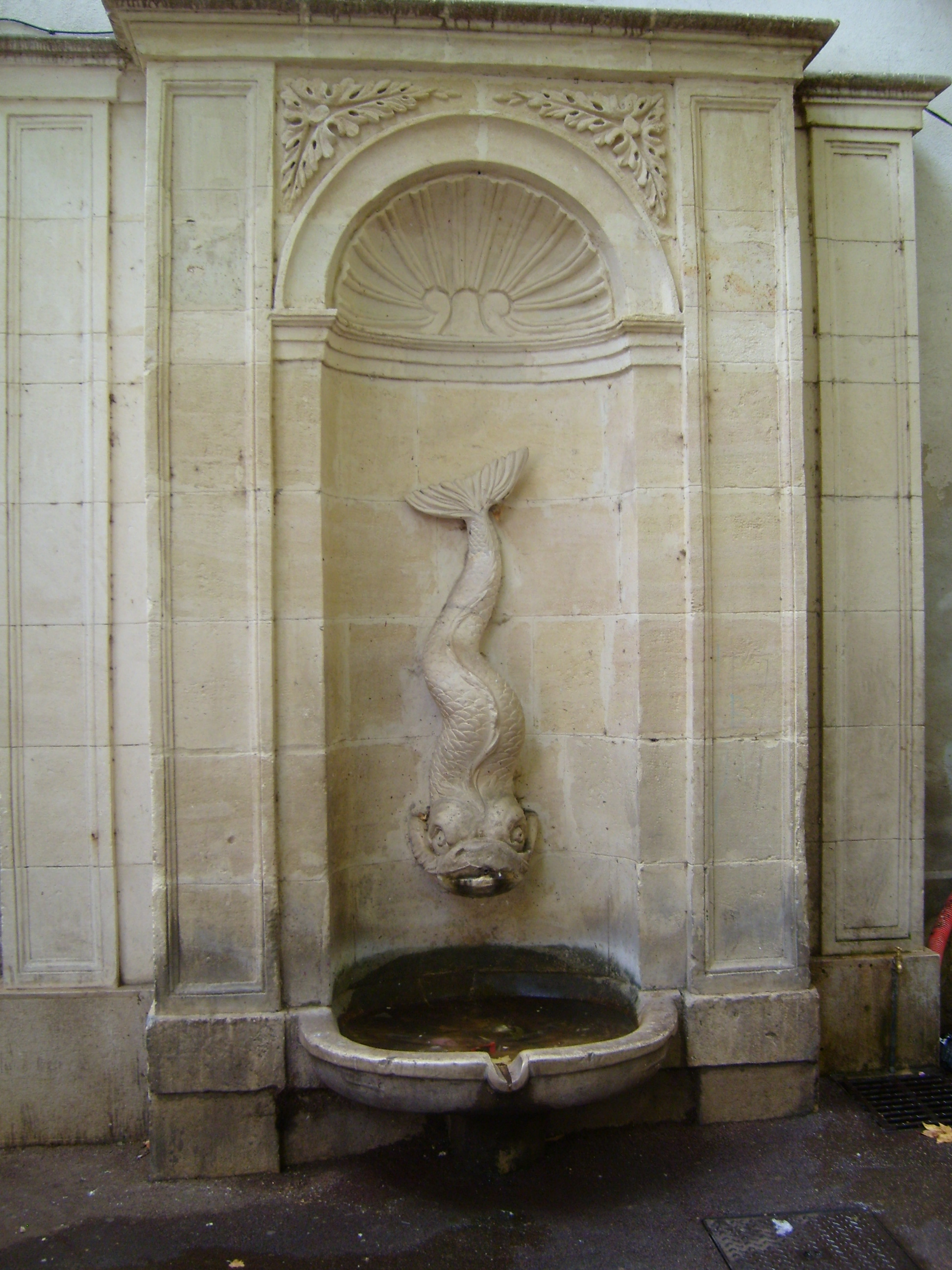
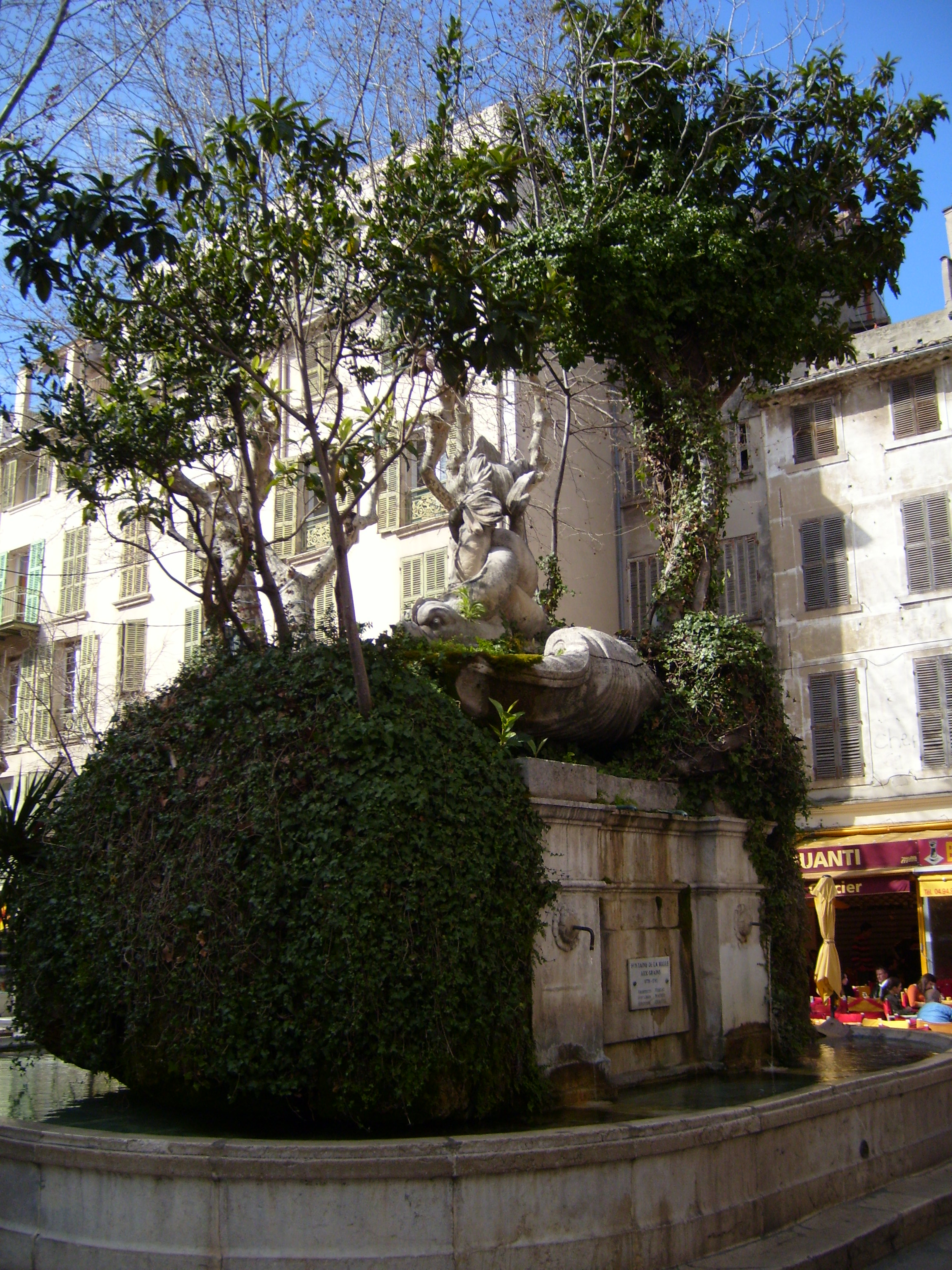
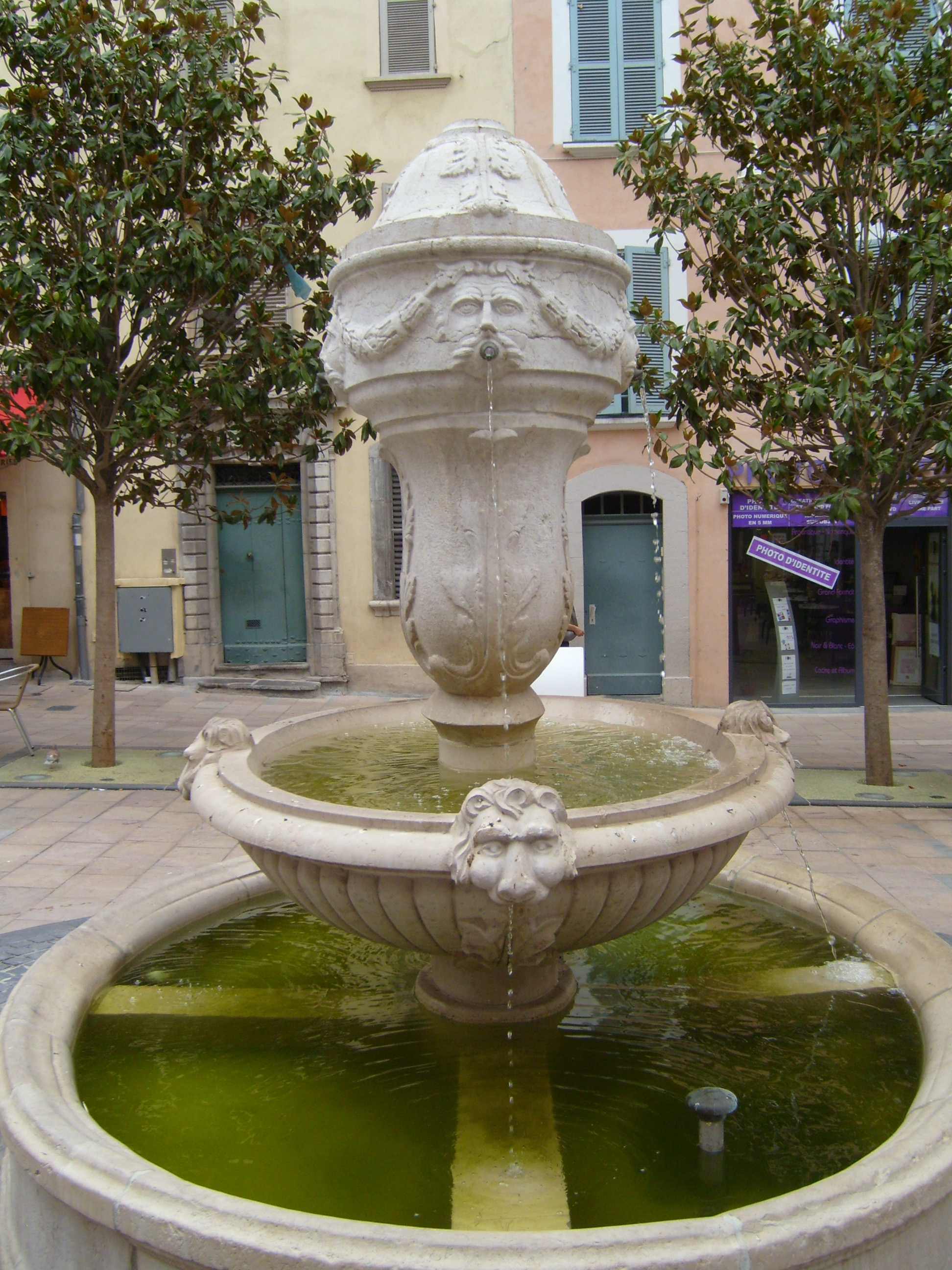
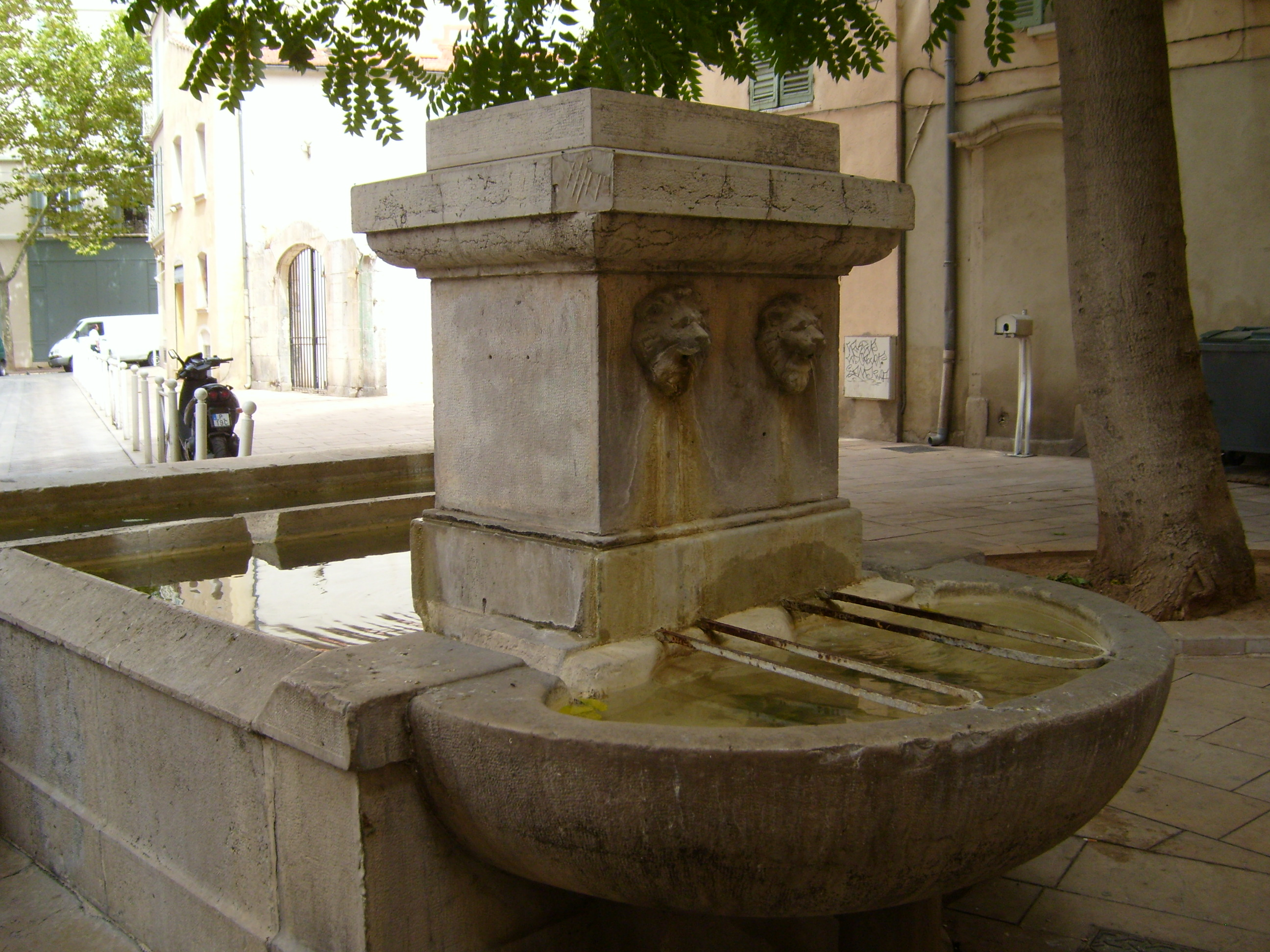